# Mary Gauthier
Mary Gauthier (New Orleans, 11 marzo 1962) è una cantautrice statunitense di genere alternative country.

## Biografia
Nata in Louisiana, abbandonata dalla madre in fasce è stata adottata da una coppia di origine italiana. A 15 anni scappa di casa e passa gli anni seguenti tra abuso di alcool, droghe e vari tentativi di riabilitazione alla ricerca della propria identità sessuale e delle proprie radici. Riesce a disintossicarsi, dopo la frequentazione all'Università della Louisiana, prende un diploma al Cambridge School of Culinary Arts, istituto professionale di cucina. Apre un ristorante cajun a Boston nel quale lavorerà per 11 anni. Nel 1990 viene arrestata per guida in stato di ebbrezza, questo fatto la porta ad un deciso cambiamento di rotta. Diventa astemia e comincia a scrivere canzoni.
Pubblica il primo album Dixie Kitchen nel 1997. Per pagarsi le spese per le registrazioni dell'album seguente vende la quota posseduta nel ristorante. Nel 1998 esce il secondo album Drag Queens in Limousines che ottiene ottime recensioni grazie al quale viene chiamata a suonare nei principali festival folk del paese tra cui il Newport Folk Festival. Riceve il premio per il miglior brano folk all'Independent Music Awards.
Il terzo album Filth and Fire ottiene anch'esso ottime recensioni tra cui quella di Jon Pareles del New York Times che valuta il lavoro miglior album indipendente dell'anno, riceve anche alcuni GLAMA Awards.
Nel 2001 si trasferisce a Nashville in Tennessee dove ottiene un contratto con l'etichetta Lost Highway Records, sussidiaria della Universal Music.
Il primo album per la major è Mercy Now del 2005 che la fa conoscere a livello nazionale. L'album viene inserito da molti giornali e riviste tra cui The New York Times, Los Angeles Times, Daily News e Billboard tra i migliori album dell'anno.
Nel disco successivo, Between Daylight and Dark del 2007, partecipano numerosi artisti tra cui Jimmy Buffett, Tim McGraw, Blake Shelton, Boy George e Bill Chambers.
Nell'album del 2010 The Foundling, prodotto da Michael Timmins dei Cowboy Junkies la cantautrice affronta in maniera più profonda il problema esistenziale sulle sue origini e lo fa in maniera emozionale ed intensa come mai aveva fatto in precedenza. In March 11, 1962, data della sua nascita racconta della chiamata e del successivo rifiuto di incontrare la madre naturale ritrovata dopo quarant'anni mentre in Walk In The Water duetta con Margo Timmins.
Dopo l'album demo acustico The Foundling Alone, pubblica nel 2012 il suo primo disco dal vivo Live at Blue Rock, registrato al Blue Rock Artist Ranch di Wimberley, Texas con una formazione a tre, con Mike Meadows alle percussioni e Tania Elizabeth al violino.

## Discografia

### Album in studio
- 1997 - Dixie Kitchen (Groove House Records, riedito in Europa da Orchard 1999)
- 1999 - Drag Queens in Limousines (Groove House Records, riedito in Europa da Munich Records 1999)
- 2002 - Filth and Fire (Signature Sounds)
- 2005 - Mercy Now (Lost Highway, riedito nel 2006 come Mercy Now [International Tour Edition])
- 2007 - Between Daylight and Dark (Lost Highway)
- 2010 - The Foundling (Razor & Tie)
- 2011 - The Foundling Alone (Audio & Video Labs)
- 2018 - Rifles & Rosary Beads (Appaloosa Records)

### Album dal vivo
- 2012 - Live at Blue Rock (Proper)

### Raccolte
- 2008 - Genesis (The Early Years)